# 沉积相
沉积相是指具有一定岩性特征、古生物特征和其他标志的岩石或岩层，这些特征和标志能反映沉积物形成时的自然环境。
沉积相是沉积物的生成环境、生成条件和其特征的总和，成分相同的岩石组成同一种相，在同一地理区的则组成同一组。
沉积相主要分为陆相沉积、海陆过渡相沉积和海相沉积，主要取决于这些岩石的生成环境，鉴定这些岩石不仅依靠其古代生成的环境，岩石的组成结构，还可以依据其中包含的生物、微生物的化石，陆相一般包括沙漠相、冰川相、河流相、湖泊相、沼泽相、洞穴相等；海陆过渡相包括潟湖相、三角洲相、滨岸相等；海相包括浅海相、半深海相、深海相等